# Imageboard

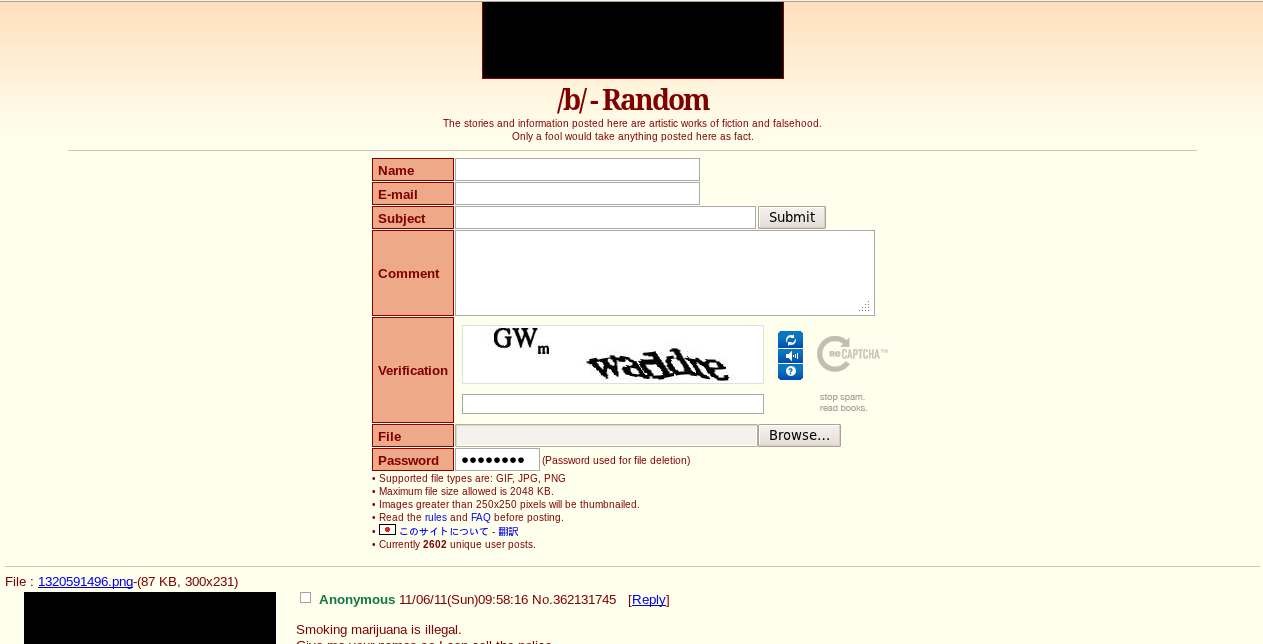
Copie d'écran de l’imageboard 4chan.org.

Un imageboard (« planche à images » ou « forum à images ») est un type de forum internet qui repose principalement sur le partage d'images. Les premiers imageboards ont été créés au Japon, et de nombreux imageboards anglophones sont centrés sur la culture japonaise. Ils sont basés sur le concept des textboards.

## Caractéristiques
Les imageboards, similaires aux BBS, sont utilisés pour discuter de nombreux sujets. Le sujet principal est cependant éloigné des publications textuelles pour être remplacés par des images. Les deux partagent une même structure, comme des forums séparés (boards) pour les sujets différents et suivant le public. Les imageboards ont un renouvellement de leur contenu plus rapide ; sur certains boards très fréquentés, un fil de discussion peut durer moins d'une dizaine de minutes avant une suppression automatique : chaque fil ne peut atteindre qu'un nombre de réponses (avec ou sans image) maximal, et sans nouvelle réponse, le fil se fait supplanter par un fil comportant un message plus récent, reléguant le plus ancien fil aux dernières pages du board.
Le très fréquenté imageboard anglophone 4chan tourne autour de la culture japonaise tels que les boards CG artwork ou anime, avec dix boards sur les 62 proposés. Au Japon, où les imageboards sont plus communs, les sujets varient plus largement, parlant des trains ou de l'actualité.
Les imageboards sont également différents des services d'hébergement d'images, car l'auteur de la publication n'est que rarement l'auteur de l'image, plus souvent prise depuis d'autres endroits sur Internet.

### Anonymat

Diagramme d'un processus typique de dérivation d'un tripcode.

Un imageboard ne requiert pas de créer un identifiant et la participation au sujet peut se faire de manière totalement anonyme, ne mettant pas en avant de différence entre un utilisateur aguerri et un nouveau venu. Cependant, un tripcode, et son mot de passe peut être généré à la demande de l'utilisateur, pour participer à un ou plusieurs fils sans pour autant que des données personnelles ne soient enregistrées. Cependant, cela est souvent ridiculisé par les utilisateurs dans 4chan.

## Imageboardsnotables

### 4chan
4chan est un imageboard anglophone basé sur Futaba. Il est basé principalement sur la discussion autour des images postées. Le Guardian le décrit comme « à la fois brillant, ridicule et alarmant ».
Ce site et ses utilisateurs ont reçu l'attention du public pour certaines raisons, dont les attaques contre Hal Turner et ses émissions, des attaques par déni de service contre eBaum's World, l'implication dans le Projet Chanology et de multiples actions anti-cruauté envers les animaux.
Il est à l'origine de multiples mèmes Internet,,.

### 8chan
8chan (ou Infinitechan) était un imageboard principalement anglophone, avec certains boards dédiés à d'autres langues. Tout comme 4chan, 8chan est basé sur la publication anonyme d'images et de texte, mais contrairement à 4chan, 8chan permet à ses utilisateurs de décider de ce qu'ils veulent discuter en permettant à tout utilisateur de créer son propre board dédié à n'importe quel sujet, un concept rendu populaire par le site Reddit. 8chan prétend également avoir un fort attachement à la liberté d'expression et autorise tout le contenu - tant que cela respecte la loi des États-Unis. Cependant, les modérateurs locaux appliquent les règles de leurs propres boards et peuvent supprimer les publications comme bon leur semble.
Il est renommé 8kun après de nombreuses polémiques sur sa politique de modération.

### Futaba Channel
Futaba Channel (ふたば☆ちゃんねる), ou « Futaba », est un imageboard basé au Japon. Ses boards ne distinguent pas toujours le Not Safe for Work du reste, bien qu'il existe une barrière stricte entre les images en deux et en trois dimensions au Japon.

### En francophonie
La popularité des imageboards reste confidentielle chez les francophones, qui font en contrepartie un usage important des forums textuels.
Pendant des années, le principal imageboard français a été Underfoule.net,, qui était alors connu pour sa politique de modération très stricte, notamment par rapport aux fautes d'orthographe. Il a été abandonné par ses administrateurs en 2013, qui ont arrêté de payer l'hébergement. En 2016, Cable6 est parmi les imageboards francophones que l’on peut encore trouver.